# Дьяконов, Дмитрий Игоревич
Дми́трий И́горевич Дья́конов (30 марта 1949 — 26 декабря 2012) — советский и российский физик-теоретик, доктор физико-математических наук. Специалист по физике элементарных частиц и квантовой теории поля.
Заместитель руководителя Отделения теоретической физики Петербургского института ядерной физики, заведующий сектором теоретической физики высоких энергий, профессор Академического университета РАН, инициатор создания и сопредседатель Общества научных работников. Член Европейской академии наук.

## Биография
Дмитрий Дьяконов родился 30 марта 1949 года в Ленинграде в семье востоковеда Игоря Михайловича Дьяконова и литературоведа Нины Яковлевны Дьяконовой.
В 1972 году окончил с отличием физический факультет Ленинградского государственного университета. В 1977 году защитил кандидатскую диссертацию «Квантовые эффекты при спонтанном нарушении симметрии в калибровочных теориях».
С 1986 года — доктор физико-математических наук. Тема докторской диссертации — «Теория инстантонного вакуума и низколежащих адронных состояний в квантовой хромодинамике».
Похоронен на Богословском кладбище Санкт-Петербурга.

## Семья
Был женат, имел двух дочерей. Родители и старшая дочь — филологи.

## Научная деятельность
Основные научные результаты Д. И. Дьяконова:
- Впервые количественно описаны жёсткие адронные процессы при высоких энергиях по теории возмущений в квантовой хромодинамике (КХД).
- Впервые разработан и применён вариационный принцип к исследованию инстантонного вакуума (основного состояния) КХД. Построена теория лёгких кварков в инстантонном вакууме. Дано микроскопическое объяснение важнейшего явления — спонтанного нарушения хиральной симметрии сильных взаимодействий.
- Создана и разработана киральная модель нуклонов и других барионов («модель Дьяконова — Петрова»), которая впервые позволила вычислить без подгоночных параметров характеристики барионов — массы, магнитные моменты, формфакторы, расщепления внутри мультиплетов и т. п., а также непертурбативные структурные функции нуклонов в области небольшой виртуальности. Предсказан барионный резонанс с малой шириной — «пентакварк».
- Вычислен точно квантовый вес глюонных конфигураций, обобщающих инстантоны на ненулевые температуры и состоящих из монополей. Показано, что в ансамбле монополей выполняются известные критерии конфайнмента кварков — линейно растущий потенциал между кварками и деконфайнмент при температуре выше некоторой критической, значение которой с хорошей точностью совпадает с полученным на решётке.

## Публикации
Д. И. Дьяконов — автор более 150 научных работ по физике элементарных частиц и квантовой теории поля с общим числом ссылок на них более 6500. Наиболее известные из них:
- D. Diakonov, V. Petrov and M. Polyakov, «Exotic anti-decuplet of baryons: Prediction from chiral solitons», Zeit. Phys. A359: 305—314, 1997; процитировано 810 раз
- D. Diakonov and V. Petrov, «Theory of light quarks in the instanton vacuum», Nucl. Phys. B272: 457, 1986, процитировано 570 раз
- D. Diakonov and V. Petrov, «Instanton-based vacuum from Feynman variational principle», Nucl. Phys. B245: 259, 1984, процитировано 510 раз
- D. Diakonov, Y. Dokshitzer and S. Troian, «Hard processes in Quantum Chromodynamics», Phys. Reports, 58: 269—395, 1980, процитировано 670 раз
- D. Diakonov, V. Petrov and P. Pobylitsa, «A chiral theory of nucleons», Nucl. Phys. B306, 809, 1986, процитировано 310 раз
- D. Diakonov, L.M. Jensen, C.J. Pethick and H. Smith, «Loop structure of the lowest Bloch band for Bose-Einstein condensate», Phys. Rev. A 66: 013604, 2002, процитировано 50 раз

## Награды
- премия им. А. Гумбольдта (Германия) «за выдающиеся достижения в области теоретической физики» (1994)
- премия Японского общества содействия наукам «за исследования в приоритетной области» (1996)
- премия Датской Королевской Академии наук и Фонда Карлсберг (1998)
- премия Губернатора Ленинградской области и Северо-Западного центра РАН «за достижения в области фундаментальных исследований» (2009)[5]